# Polyporales
Polyporales (tidigare Aphyllophorales) är en ordning inom basidiesvamparna. Polyporales innefattar bland annat de flesta tickor (bland annat familjen Polyporaceae), vilka är viktiga nedbrytare av trä. De flesta arter i Polyporales är vitrötesvampar och livnär sig på lignin. Ordningen är inte monofyletisk.